# Журавлев (Орловский район)
Журавлев — хутор в Орловском районе Ростовской области.
Входит в состав Каменно-Балковского сельского поселения.

## География
На хуторе имеются две улицы — Заречная и Транспортная.

## Население
| 2010 |
| ---- |
| 213  |